# Harald Hedjerson
Harald Hedjerson, né le 1er avril 1913 et décédé le 13 janvier 1966, est un ancien sauteur à ski et spécialiste suédois du combiné nordique.

## Biographie
Il a remporté cinq fois le championnat de Suède de combiné nordique — victoires en 1932, 1934, 1935, 1937 et 1939. En 1937, il a été le premier champion national en slalom. 
En 1933, il participe aux championnats du monde de ski nordique où il termine 31e en saut à ski. En 1934, il a terminé 10e aux championnats du monde de ski nordique 1934 en combiné nordique.
En 1936, il a participé aux jeux olympiques en combiné nordique. Il était 22e après l'épreuve de fond mais il n'a pas participé au saut.
En 1938, il a participé aux championnats du monde de ski nordique dans le 18 km, le saut à ski et le combiné nordique. Il termine 79e dans le 18 km avec un temps de 1:17,11 s. Dans le saut à ski, il termine 44e avec un score de 193,6 points et deux sauts à 58,5 m et 59 m. Dans le combiné nordique il termine en quatrième position avec un score de 409,55 points. 

## Résultats

### Jeux olympiques d'hiver
| Épreuve / Édition | Garmisch-Partenkirchen 1936 |
| Combiné nordique  | Abandon                     |

Les Jeux Olympiques comptent également comme championnats du monde sauf pour le combiné nordique.

### Championnats du monde ski nordique
En combiné nordique, il a terminé 10e aux championnats du monde de ski nordique 1934 et 4e dans le aux championnats du monde de ski nordique 1938.

### Championnat de Suède
- Il a remporté cinq fois le titre lors des Championnats de Suède de combiné nordique : en 1932, 1934, 1935, 1937 et 1939.
- Il a remporté le titre dans le slalom en 1937 lors des Championnats de Suède de ski alpin (de).